# Fritsla
Fritsla – miejscowość (tätort) w Szwecji, w regionie administracyjnym (län) Västra Götaland, w gminie Mark.
Według danych Szwedzkiego Urzędu Statystycznego liczba ludności wyniosła: 2307 (31 grudnia 2015), 2458 (31 grudnia 2018) i 2420 (31 grudnia 2019).